# Thelma Schoonmaker

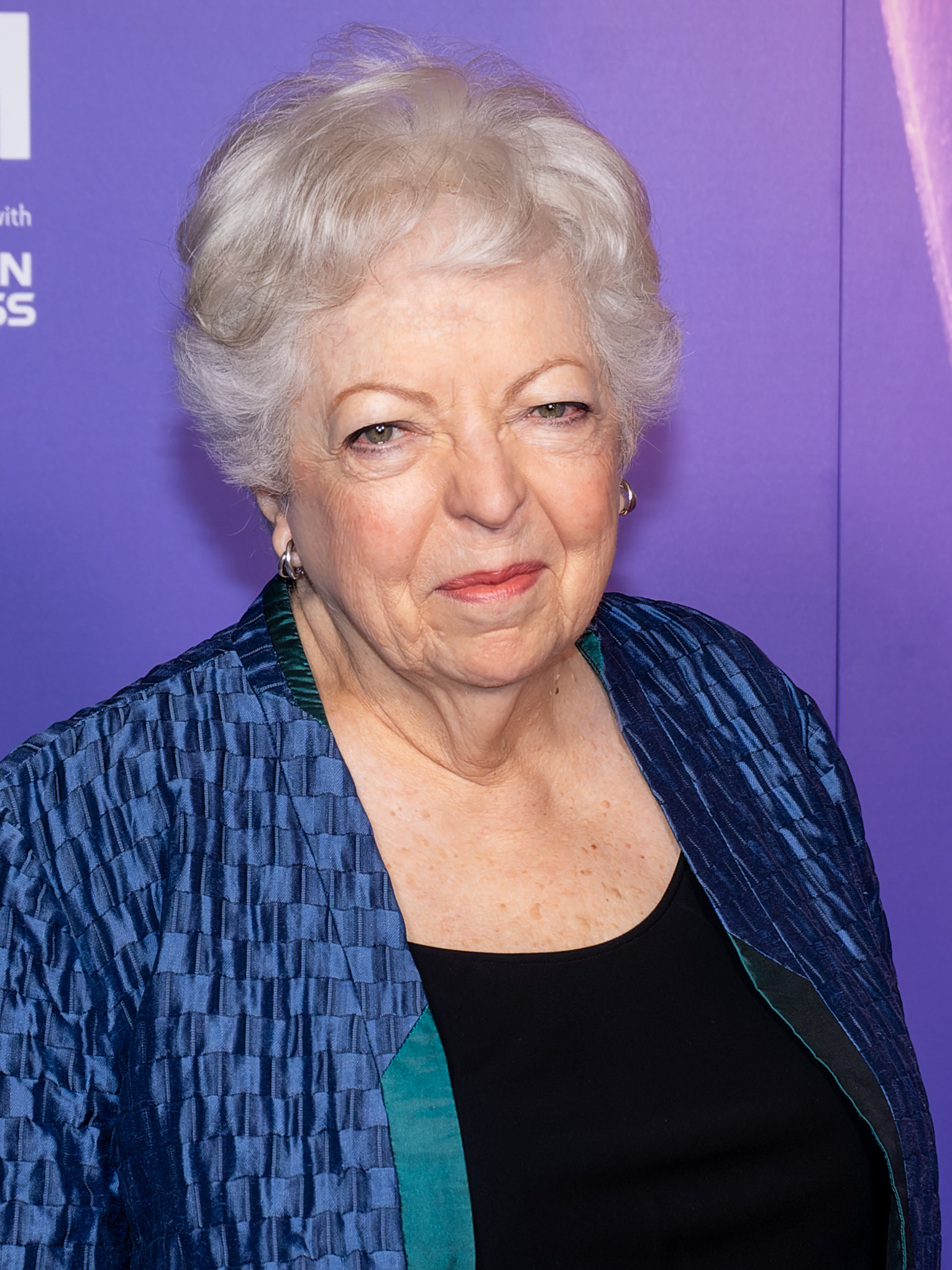
Thelma Schoonmaker (2023)

Thelma Schoonmaker (* 3. Januar 1940 in Algerien) ist eine US-amerikanische Filmeditorin und Produzentin. Sie ist eine langjährige Mitarbeiterin des Regisseurs Martin Scorsese und seit den 1980er Jahren bei allen seinen Filmen für den Schnitt verantwortlich. Für ihre Arbeit wurde sie mit drei Oscars ausgezeichnet.

## Leben
Die Tochter eines für einen Ölkonzern arbeitenden US-Amerikaners wurde in Algerien geboren, verbrachte ihre Kindheit jedoch in verschiedenen Ländern, unter anderem auf Aruba. Schoonmaker wollte zunächst Diplomatin werden und besuchte ab 1957 Kurse und Vorlesungen an der Cornell University, wo sie Politikwissenschaft und Russischkurse besuchte. Einer dieser Kurse wurde von Vladimir Nabokov geleitet. 1961 machte sie dort ihren Abschluss und nahm an Tests für die Bewerbung beim State Department teil. Da sie ihre Empörung über die Apartheid-Politik in Südafrika und die amerikanische Außenpolitik äußerte, verliefen die Tests nicht erfolgreich. Als Reaktion darauf begann sie, Kurse über Kunst zu besuchen.
Schoonmaker sah eine Anzeige in der New York Times, laut der eine Stelle als Schnittassistentin zu vergeben war, und bewarb sich erfolgreich auf sie. Sie kürzte unter anderem Filme von François Truffaut, Jean-Luc Godard und Federico Fellini, sodass diese die richtige Länge für das amerikanische Fernsehen hatten. Sie besuchte dann einen sechswöchigen Filmschnitt-Kurs an der New York University (NYU), wo sie den jungen Martin Scorsese kennenlernte. Sie schnitt 1967 seinen ersten Film Wer klopft denn da an meine Tür?. Scorsese war es auch, der sie mit Regisseur Michael Powell bekannt machte. Schoonmaker heiratete den 35 Jahre älteren Powell am 19. Mai 1984. Sie waren bis zu Powells Tod am 19. Februar 1990 verheiratet.
Schoonmaker arbeitet seit Beginn der 1980er Jahre fast ausschließlich für Martin Scorsese. In seinem Film Aviator hatte sie zudem eine Statistenrolle als eine von Howard Hughes’ Filmeditorinnen.
Bei Made in England: The Films of Powell and Pressburger, einem britischen Dokumentarfilm aus dem Jahr 2024 über die gemeinsamen Arbeit von Michael Powell und Emeric Pressburger und deren Einfluss auf das Filmschaffen Martin Scorseses, war Thelma Schoonmaker neben Martin Scorsese als Executive Producer tätig. Der Dokumentarfilm wurde auf den Internationalen Filmfestspielen Berlin 2024 uraufgeführt. Zuvor wirkte sie bereits als Produzentin am Dokumentarfilm Letters from Baghdad der Regisseurinnen Sabine Krayenbühl und Zeva Oelbaum über die britische Schriftstellerin, Archäologin und Forschungsreisende Gertrude Bell mit.

## Filmografie
- 1967: Wer klopft denn da an meine Tür? (Who’s That Knocking at My Door?)
- 1980: Wie ein wilder Stier (Raging Bull)
- 1982: The King of Comedy
- 1985: Die Zeit nach Mitternacht (After Hours)
- 1986: Die Farbe des Geldes (The Color of Money)
- 1987: Michael Jackson – Bad (Musikvideo)
- 1988: Die letzte Versuchung Christi (The Last Temptation of Christ)
- 1989: New Yorker Geschichten (New York Stories)
- 1990: GoodFellas – Drei Jahrzehnte in der Mafia (Goodfellas)
- 1991: Kap der Angst (Cape Fear)
- 1993: Zeit der Unschuld (The Age of Innocence)
- 1995: Casino
- 1996: Grace of My Heart
- 1997: Kundun
- 1999: Bringing Out the Dead – Nächte der Erinnerung (Bringing Out the Dead)
- 2002: Gangs of New York
- 2004: Aviator (The Aviator)
- 2006: Departed – Unter Feinden (The Departed)
- 2010: Shutter Island
- 2011: Hugo Cabret (Hugo)
- 2013: The Wolf of Wall Street
- 2014: Learning to Drive – Fahrstunden fürs Leben (Learning to Drive)
- 2016: Silence
- 2017: Schneemann (The Snowman)
- 2019: The Irishman
- 2023: Killers of the Flower Moon

## Auszeichnungen (Auswahl)
Oscar

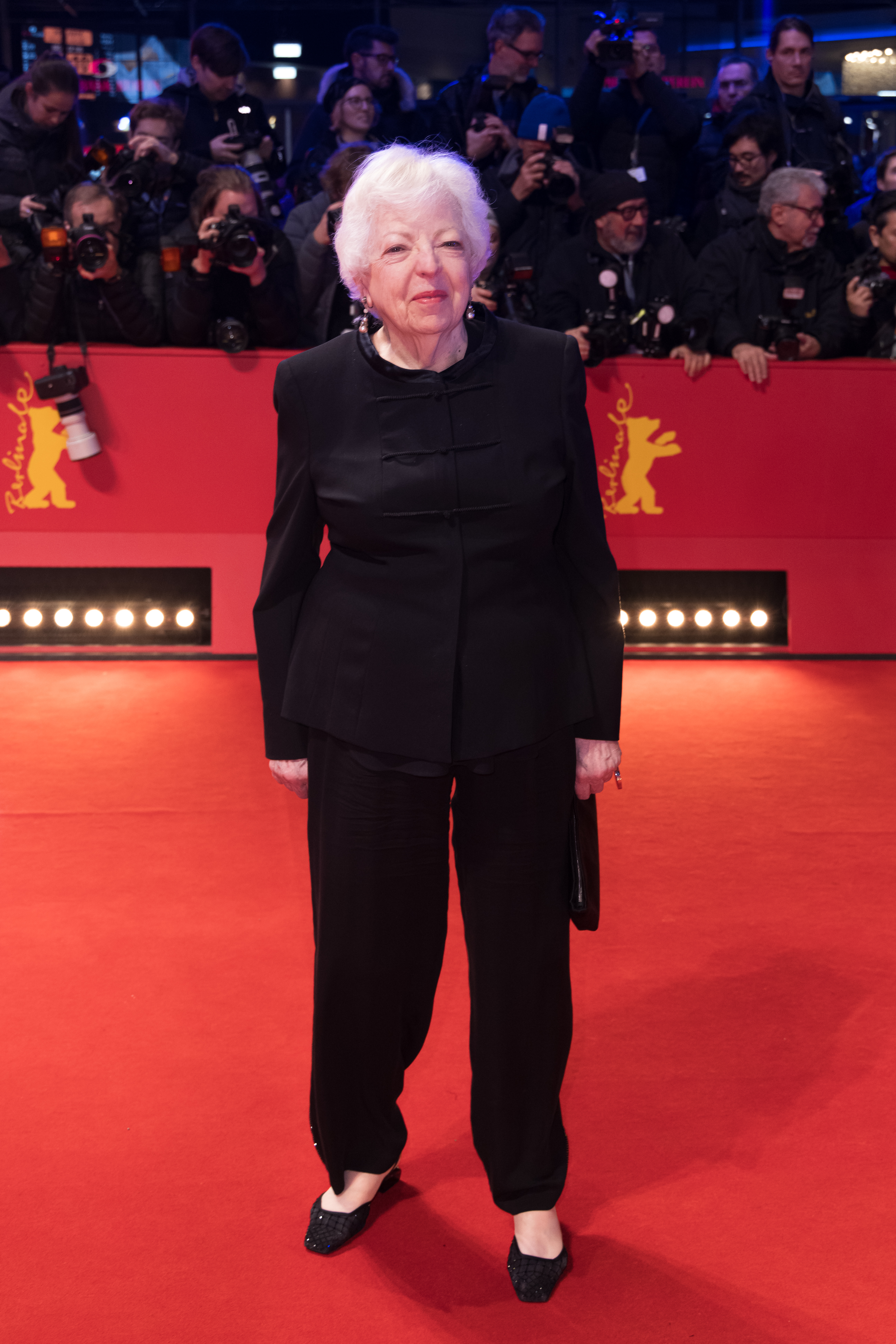
Schoonmaker auf der Berlinale 2024

- 1971: Nominierung in der Kategorie Bester Schnitt für Woodstock
- 1981: Auszeichnung in der Kategorie Bester Schnitt für Wie ein wilder Stier
- 1991: Nominierung in der Kategorie Bester Schnitt für GoodFellas
- 2003: Nominierung in der Kategorie Bester Schnitt für Gangs of New York
- 2005: Auszeichnung in der Kategorie Bester Schnitt für Aviator
- 2007: Auszeichnung in der Kategorie Bester Schnitt für Departed – Unter Feinden
- 2012: Nominierung in der Kategorie Bester Schnitt für Hugo Cabret
- 2020: Nominierung in der Kategorie Bester Schnitt für The Irishman
- 2024: Nominierung in der Kategorie Bester Schnitt für Killers of the Flower Moon

British Academy Film Award
- 1982: Auszeichnung in der Kategorie Bester Schnitt für Wie ein wilder Stier
- 1984: Nominierung in der Kategorie Bester Schnitt für King of Comedy
- 1991: Auszeichnung in der Kategorie Bester Schnitt für GoodFellas – Drei Jahrzehnte in der Mafia
- 1993: Nominierung in der Kategorie Bester Schnitt für Kap der Angst
- 2003: Nominierung in der Kategorie Bester Schnitt für Gangs of New York
- 2005: Nominierung in der Kategorie Bester Schnitt für Aviator
- 2007: Nominierung in der Kategorie Bester Schnitt für Departed – Unter Feinden
- 2012: Nominierung in der Kategorie Bester Schnitt für Hugo Cabret
- 2014: Nominierung in der Kategorie Bester Schnitt für The Wolf of Wall Street
- 2019: BAFTA Awards Fellowship[7]
- 2020: Nominierung in der Kategorie Bester Schnitt für The Irishman
- 2024: Nominierung in der Kategorie Bester Schnitt für Killers of the Flower Moon

Eddie Award
- 1981: Auszeichnung für Wie ein wilder Stier
- 1991: Nominierung für Goodfellas
- 1996: Nominierung für Casino
- 2003: Auszeichnung für Gangs of New York
- 2005: Auszeichnung für Aviator
- 2007: Auszeichnung für Departed – Unter Feinden
- 2012: Nominierung für Hugo Cabret
- 2014: Nominierung für The Wolf of Wall Street
- 2017: Ehrenpreis für das Lebenswerk
- 2020: Nominierung für The Irishman
- 2024: Nominierung für Killers of the Flower Moon

Weitere
- 2003: Satellite Award in der Kategorie Bester Filmschnitt für Gangs of New York
- 2014: Goldener Löwe bei den Internationalen Filmfestspielen von Venedig für das Lebenswerk
- 2016: Spezialpreis des New York Film Critics Circle
- 2019: Boston Society of Film Critics Award in der Kategorie Bester Schnitt für The Irishman
- 2023: Boston Society of Film Critics Award in der Kategorie Bester Schnitt für Killers of the Flower Moon